# 28-я истребительная авиационная дивизия (1950)
 28-я истребительная авиационная дивизия (28-я иад) — воинское соединение Вооружённых сил СССР, принимавшее участие в Войне в Корее.

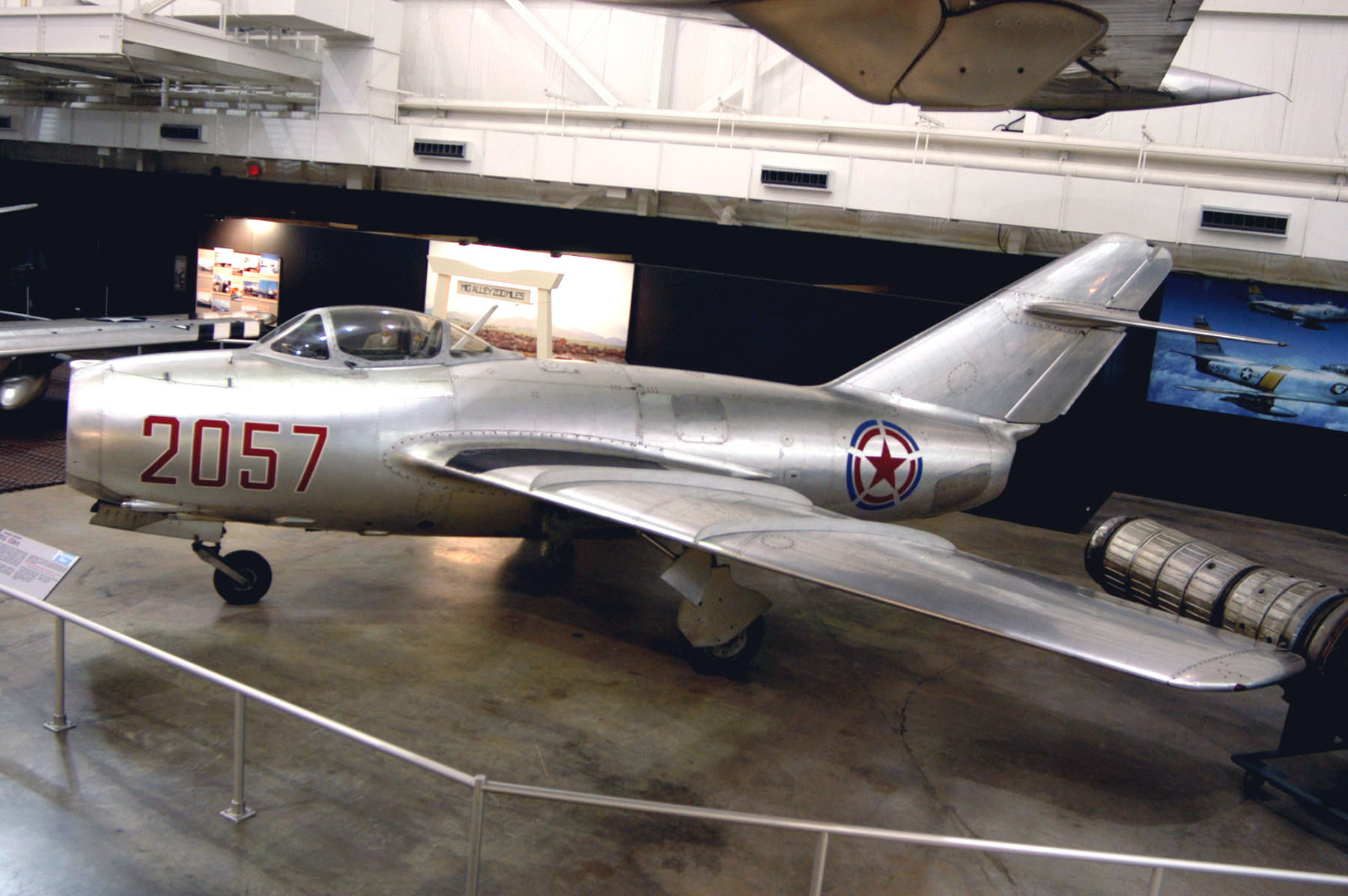
Самолет МиГ-15бис в американском музее. Самолёт имеет опознавательные знаки ВВС Северной Кореи.

## История наименований
За весь период своего существования дивизия наименования не меняла:
- 28-я истребительная авиационная дивизия;
- 28-я истребительная авиационная дивизия ПВО.

## Формирование
28-я истребительная авиационная дивизия образована 1 ноября 1950 года Приказом Военного министра СССР от 18 октября 1950 года на базе 151-й гв. иад 64-го иак на аэродроме Ляоян в составе 139-го гвардейского и 67-го истребительных авиаполков.

## Расформирование
28-я истребительная авиационная дивизия расформирована в 01 июня 1962 года в составе 15-го корпуса ПВО (Бакинская армия ПВО).

## Командиры дивизии
| Звание    | Имя            | Период               | Примечание |
| --------- | -------------- | -------------------- | ---------- |
| Полковник | А. В. Алелюхин | 01.11.1950 — 02.1951 |            |

## В составе объединений
| Дата          | Фронт (округ)                | Армия                                   | Корпус                                     |
| ------------- | ---------------------------- | --------------------------------------- | ------------------------------------------ |
| 01.11.1950 г. | Объединённая воздушная армия |                                         | 64-й истребительный авиационный корпус     |
| 21.10.1952 г. | Бакинский район ПВО          | 42-я воздушная истребительная армия ПВО | 62-й истребительный авиационный корпус ПВО |
| 1954 г.       | Бакинский округ ПВО          | 42-я воздушная истребительная армия ПВО | 62-й истребительный авиационный корпус ПВО |
| 01.03.1960 г. | Бакинский округ ПВО          |                                         | 15-й корпус ПВО                            |

## Участие в сражениях и битвах
Война в Корее — с 9 ноября 1950 года по 15 июля 1951 года

## Первая победа в воздушном бою
Одержана первая известная воздушная победа одержана 14 ноября 1950 года 67-м истребительным авиационным полком: майор Соколов Владимир Иванович в воздушном бою в районе Сингисю сбил американский истребитель F-80 «Шутинг Стар».

## Части и отдельные подразделения дивизии
Состав дивизии изменения не претерпевал, в её состав входили полки:
| Период                        | Части                                                                | Примечание                                                    |
| ----------------------------- | -------------------------------------------------------------------- | ------------------------------------------------------------- |
| 01.10.1950 г. — 01.06.1962 г. | 139-й гвардейский истребительный авиационный полк                    | МиГ-15бис, МиГ-17, передан в 15-й корпус ПВО                  |
| 01.10.1950 г. — 01.07.1960 г. | 67-й истребительный авиационный полк                                 | МиГ-15бис, МиГ-17, расформирован                              |
| 09.08.1953 г. — 01.11.1960 г. | 676-й истребительный авиационный Варшавский Краснознамённый полк ПВО | МиГ-15бис, МиГ-17. Переименован в 537-й зенитно-ракетный полк |
| 10.02.1958 г. — 01.06.1962 г. | 785-й истребительный авиационный полк ПВО                            | МиГ-17, передан в 15-й корпус ПВО                             |

## Итоги боевой работы
За Войну в Корее дивизией:
| Выполнено боевых вылетов, всего | Проведено воздушных боев, всего | Сбито самолётов ООН | из них бомбардировщиков | из них истребителей и штурмовиков |
| ------------------------------- | ------------------------------- | ------------------- | ----------------------- | --------------------------------- |
| 138                             | 9                               | 17                  | 6                       | 11                                |

Свои потери:
| Потеряно самолётов, всего | Погибло лётчиков всего |
| ------------------------- | ---------------------- |
| 2                         | 2                      |

| МиГ-17 | МиГ-15 | МиГ-17 |

## Базирование
| Период                  | Место базирования                             |
| ----------------------- | --------------------------------------------- |
| 09.11.1950 — 15.07.1951 | аэродром Ляоян (Ляоян),Корея                  |
| 15.07.1951 — 1953       | аэродром Кизыл-Арват (Кизыл-Арват), Туркмения |
| 1953 — 1962             | аэродром Сангачалы (Сангачалы), Азербайджан   |